# Pico Mifés
El Pico Mifés es una formación de montaña, una de las de mayor elevación de Venezuela, ubicada en el Parque nacional Sierra Nevada (Venezuela)